# Jacob Shallus

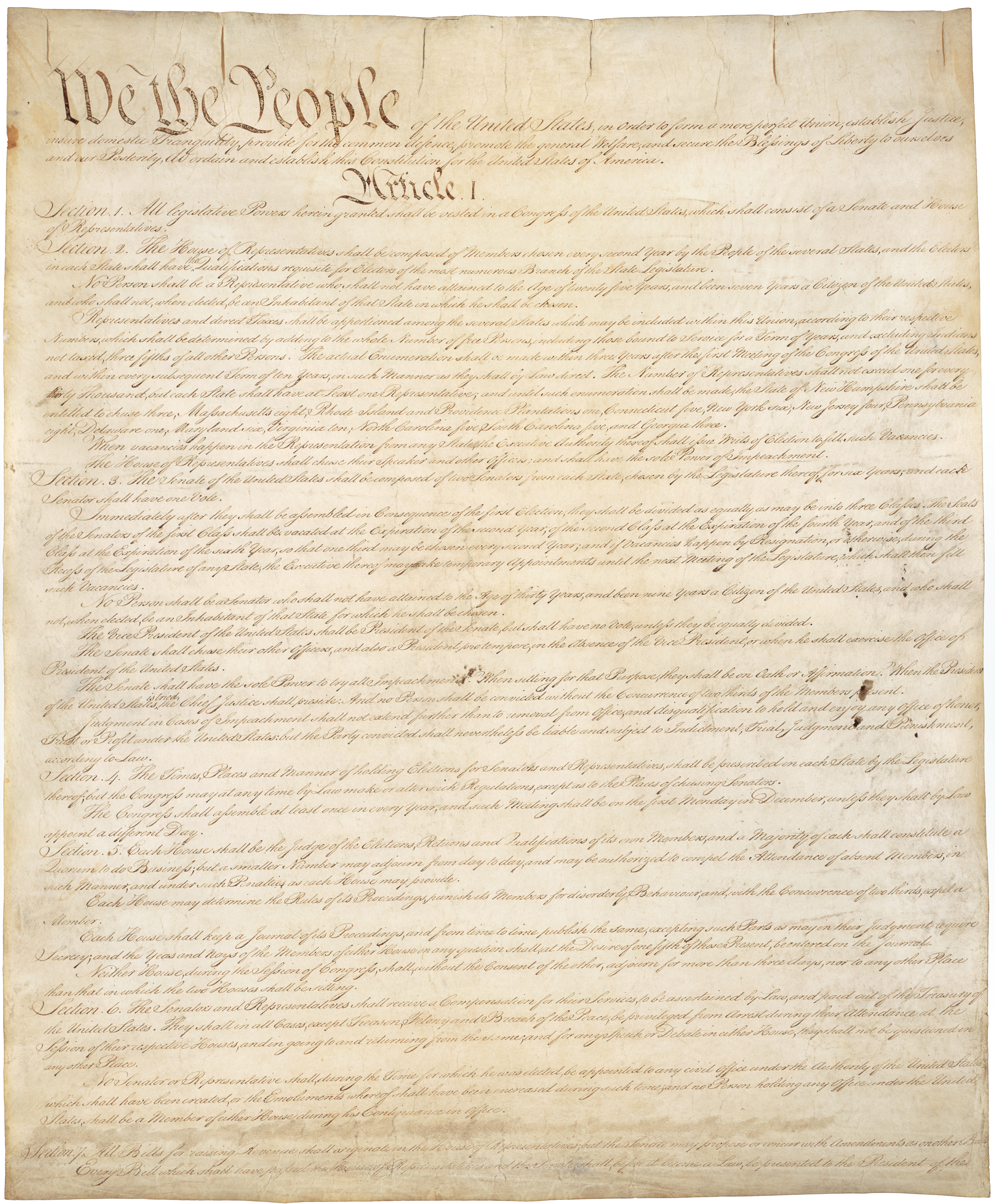
Úvodní listina originálu Ústavy Spojených států amerických, sepsaná rukou Jacoba Shalluse

Jacob Shallus (nebo Shalus; 1750 – 18. dubna 1796) byl písař, který sepsal originální listiny Ústavy Spojených států amerických, jak ji sestavili delegáti Filadelfského ústavního konventu roku 1787. Tyto rukopisné listiny jsou vystaveny v budově Úřadu národních archivů a záznamů ve Washingtonu.

## Životopis
Shallus se narodil v Pensylvánii rok poté, co se tam jeho otec přistěhoval z Nizozemska. Bojoval jako dobrovolník v americké válce za nezávislost, během níž se roku 1775 se účastnil invaze do Kanady. U 1. pensylvánského pluku dosáhl hodnosti ubytovatele. Pomáhal také s vyzbrojením korzárské lodi Retrieve. V době zasedání Filadelfského ústavního konventu sloužil jako úředník u Pensylvánského všeobecného shromáždění, které zasedalo v Pennsylvania State House (dnes známém jako Independance Hall) ve Filadelfii. Vliv na jeho výběr tedy nejspíše měl hlavně fakt, že byl delegátům konventu po ruce, když si přáli urychlené sepsání dokumentu. Za opsání textu pravděpodobně husím brkem na čtyři listy pergamenu o rozměrech 71×58 cm byl odměněn 30 dolary. Jediná část dokumentu, která nepochází z jeho pera, je seznam států v jeho závěru, který byl napsán rukou Alexandra Hamiltona.